# Aedes bromeliae
Aedes bromeliae är en tvåvingeart som beskrevs av Theobald 1911. Aedes bromeliae ingår i släktet Aedes och familjen stickmyggor.
Artens utbredningsområde är Uganda. Inga underarter finns listade i Catalogue of Life.